# Hettinger
Hettinger è un centro abitato (city) degli Stati Uniti, capoluogo della Contea di Adams nello Stato del Dakota del Nord. Nel censimento del 2000 la popolazione era di 1 307 abitanti. La città è stata fondata nel 1907. Il nome deriva da quello della Contea di Hettinger, dalla quale si è staccata la Contea di Adams.
I suoi abitanti sono anche detti sambadi, dalla locuzione somebud, che identifica il piatto tipico regionale.

## Geografia fisica
Secondo i rilevamenti dell'United States Census Bureau, la località di Hettinger si estende su una superficie di 2,20 km², tutti occupati da terre.

## Popolazione
Secondo il censimento del 2000, a Hettinger vivevano 1 307 persone, ed erano presenti 345 gruppi familiari. La densità di popolazione era di 601 ab./km². Nel territorio comunale si trovavano 720 unità edificate. Per quanto riguarda la composizione etnica degli abitanti, il 98,78% era bianco, lo 0,15% era afroamericano, lo 0,38% era nativo, lo 0,15% era asiatico e lo 0,08% proveniva dall'Oceano Pacifico. Lo 0,23% della popolazione apparteneva ad altre razze e lo 0,23% a più di una. La popolazione di ogni razza ispanica corrispondeva allo 0,38% degli abitanti.
Per quanto riguarda la suddivisione della popolazione in fasce d'età, il 21,7% era al di sotto dei 18, il 4,8% fra i 18 e i 24, il 21,9% fra i 25 e i 44, il 23,2% fra i 45 e i 64, mentre infine il 28,5% era al di sopra dei 65 anni di età. L'età media della popolazione era di 46 anni. Per ogni 100 donne residenti vivevano 80,0 maschi.